# Mandalasari (Cikancung)
Mandalasari is een bestuurslaag in het regentschap Bandung van de provincie West-Java, Indonesië. Mandalasari telt 8022 inwoners (volkstelling 2010).